# Steliano Filip
Steliano Filip (ur. 15 maja 1994 w Buzău) – rumuński piłkarz występujący na pozycji obrońcy w rumuńskim klubie Dinamo Bukareszt oraz w reprezentacji Rumunii. Wychowanek FCMU Baia Mare. Znalazł się w kadrze na Mistrzostwa Europy 2016.